# Jon Raude
Jon Raude mit dem Beinamen hinn staðfasti (der Unbeugsame), (* unbekannt; † 21. Dezember 1282 in Skara, Schweden) war von 1268 bis 1282 Erzbischof in Nidaros.

## Leben
Jon Raude wird erstmals 1253 als Kanoniker im Domkapitel von Nidaros genannt. 1266 hielt er sich in Rom auf und erhielt von Papst Clemens IV. den Auftrag, dem neuernannten Erzbischof Håkon in Nidaros das Pallium zu überbringen. Håkon starb jedoch bereits 1267 und das Domkapitel wählte Jon einstimmig zu seinem Nachfolger. Der Papst stimmte zu, und die Weihe fand am 24. Juni 1268 in Viterbo statt.
Ende der 1260er-Jahre war König Magnus lagabætir mit seinem großen Gesetzgebungswerk befasst. Er erhielt für seine Gesetzesbücher die erforderliche Zustimmung für das Gebiet des Gulathings und die östlichen Gesetzesbezirke, doch als er 1269 zum Frostathing kam, hatte Jon gerade sein Erzbischofsamt angetreten. Er setzte durch, dass sich das Frostathingslov nur auf das weltliche Recht beschränkte. Dabei kam sein Standpunkt zu Tage: Das kirchliche Recht sei eine Sache der Kirche. Unverzüglich begann er, ein eigenes Kirchenrecht zu entwerfen. Dieser Entwurf war wahrscheinlich 1273 vollendet. Dabei beteiligte er auch Bischof Árni Þorláksson von Skálholt. Sein Gesetzentwurf fußte auf dem Kanonischen Recht. Allerdings wird auch die Meinung vertreten, dass Jon die Gesetze von Magnus als Vorlage benutzt habe, und die Ansicht, es habe auf Erzbischof Øysteins Ausgabe des Frostathingslov, die sogenannte „Gullfjær“ gefußt. In seinen Diskussionen mit dem König forderte er, dass dieser die Privilegien, die König Magnus Erlingsson der Kirche gewährt hatte, bestätigen sollte. Das lehnte der König zwar rundweg ab, gewährte der Kirche aber aufs Neue einige Rechte. Die Auseinandersetzung endete 1273 mit dem Konkordat von Bergen, das nach der Genehmigung durch den Papst am 9. August 1277 in Tønsberg in Kraft gesetzt wurde. In diesem Konkordat erhielt die Kirche die alleinige Gerichtsbarkeit in Sachen des Christenrechts und in Angelegenheiten der Kleriker. Dazu kamen auch ökonomische Vorteile: Eine weitgefasste Steuerfreiheit, Freiheit von den Beiträgen zur Landesverteidigung (Leidang) für die Bischöfe und den Erzbischof, das Münzrecht und ein weites Handelsprivileg für den Erzbischof. Mit Gesetzen vom 13. und 22. Dezember kamen in Jons Christenrecht noch das Recht auf die Strafzahlungen und ein Recht auf den Zehnten hinzu. Gleichzeitig wurde eine Novellierung des Thronfolgerechts von 1260 erlassen, nach welcher der Erzbischof bei einer Königswahl die erste Stimme hatte. Das alles hing damit zusammen, dass der König die Versöhnung suchte und bereits von Krankheit gezeichnet war. Erzbischof Jon war auch 1274 auf dem 2. Konzil von Lyon. Dort wurde er zum Kollektor für die Kreuzzugssteuer für seinen Bereich ernannt. Von dort brachte er als wertvollste Reliquie einen „Stachel aus der Dornenkrone Christi“ mit. Außerdem erhielt er weitere Privilegien. Er durfte Stellen besetzen, deren Besetzung dem Papst vorbehalten waren, und er durfte uneheliche Kinder legalisieren, so dass sie Priester werden konnten.
Der König starb im Mai 1280. Die Situation änderte sich grundlegend, als die Vormünder für den noch minderjährigen König Erik II. die Regierung übernahmen. Der Erzbischof berief ein Provinzialkonzil nach Bergen ein – das erste, das für Norwegen bekannt ist. Während des gleichzeitig stattfindenden Reichstags krönte er den neuen König und formulierte auch den Krönungseid. Gleichzeitig fertigte er ein Statut aus, das die Kirche sowohl als geistliche als auch als weltliche Macht definierte und die kirchlichen Privilegien weiter präzisierte.
Unmittelbar nach der Krönung ging die Vormundschaftsregierung auf Gegenkurs zum Erzbischof. Das Christenrecht mit den Zehntregelungen wurde verworfen und das Münzrecht dem Erzbischof entzogen.
Auch die Steuerfreiheit der Kirche wurde ausgehöhlt, indem für jedwedes Landeigentum Steuern erhoben wurden. Jon Raude antwortete mit Exkommunikation. Sowohl der Erzbischof als auch die Vormundschaftsregierung wandten sich an den Papst. Doch dieser hielt sich neutral, wahrscheinlich, weil er die Unterstützung der Regierung für die Erhebung der vorgeschriebenen Kreuzzugssteuer benötigte. Schließlich erklärte die Vormundschaftsregierung den Erzbischof und seine beiden eifrigsten Unterstützer, Bischof Andres in Oslo und Bischof Torfinn in Hamar für vogelfrei. Mitte September 1282 flohen er und Bischof Andres nach Skara in Schweden, wo er am 21. Dezember starb. Ein Jahr später wurde seine Leiche nach Nidaros überführt und dort bestattet. Bischof Torfinn floh in das Zisterzienserkloster Ter Doerst bei Brügge.
Jon Raude verlor seinen Kampf gegen die weltliche Macht vor allem deshalb, weil er zu keinem Kompromiss bereit war. Er gab der Kirche jedoch ein Ziel vor, das sie 1458 auch erreichte, als Christian I. das Konkordat von 1277 erneuerte.

## Überlieferte Texte
- Erzbischof Jons Provinzialstatut (2.–29. Juli 1280). In: Norges gamle Love. Bd. 3, S. 229–241
- Erzbischof Jons Christenrecht. In: Norges gamle Love. Bd. 2, S. 341–386
- Verschiedene Briefe:
  - Instruktion an Bischof Árni über die Arbeit am Christenrecht. 1271/72. In: Regesta Norvegica. Bd. 2, Nr. 98
  - Instruktion an Bischof Árni über bestimmte Rechte der Kirche. 1279, In: Regesta Norvegica. Bd. 2, Nr. 228
  - Erzbischof Jon warnt einige Barone davor, die Rechte der Kirche anzutasten. 1280. In: Diplomatarium Norvegicum. Bd. 3, Nr. 20
  - Bischof Narvi von Bergen bezeugt, dass der Erzbischof vergeblich verlangt hat, das neue Gesetz, das dem Konkordat von 1277 widerspreche, zurückzunehmen. 1281. In: Diplomatarium Norvegicum. Bd. 3, Nr. 21
  - Exkommunikationsbrief gegen die Barone Bjarne Erlingsson und Andres Plytt. 1280 oder 1281. In: Regesta Norvegica. Bd. 2, Nr. 286